# Oreophryne
Oreophryne  es un género de anfibios anuros de la familia Microhylidae, endémicos del sur de las islas Filipinas, de las Islas Célebes, de las islas de la Sonda, de las Molucas, de Nueva Guinea y de Nueva Bretaña.

## Especies
Se reconocen las 72 especies siguientes:
- Oreophryne albitympanum Günther, Richards & Tjaturadi, 2018
- Oreophryne albomaculata Günther, Richards & Dahl, 2014.[2]
- Oreophryne albopunctata (Van Kampen, 1909)
- Oreophryne alticola Zweifel, Cogger & Richards, 2005
- Oreophryne ampelos Kraus, 2011
- Oreophryne anamiatoi Kraus & Allison, 2009
- Oreophryne anser Kraus, 2016
- Oreophryne anthonyi (Boulenger, 1897)
- Oreophryne anulata (Stejneger, 1908)
- Oreophryne asplenicola Günther, 2003
- Oreophryne atrigularis Günther, Richards & Iskandar, 2001
- Oreophryne aurora Kraus, 2016
- Oreophryne banshee Kraus, 2016
- Oreophryne biroi (Méhely, 1897)
- Oreophryne brachypus (Werner, 1898)
- Oreophryne brevicrus Zweifel, 1956
- Oreophryne brunnea Kraus, 2017
- Oreophryne brevirostris Zweifel, Cogger & Richards, 2005
- Oreophryne cameroni Kraus, 2013.[3]
- Oreophryne celebensis (Müller, 1894)
- Oreophryne choerophrynoides Günther, 2015.[4]
- Oreophryne clamata Günther, 2003
- Oreophryne chlorops Günther, Iskandar & Richards. 2023.[5]
- Oreophryne crucifer (Van Kampen, 1913)
- Oreophryne curator Günther, Richards & Dahl, 2014.[2]
- Oreophryne equus Kraus, 2016
- Oreophryne ezra Kraus & Allison, 2009
- Oreophryne flava Parker, 1934
- Oreophryne flavomaculata Günther & Richards, 2016
- Oreophryne frontifasciata (Horst, 1883)
- Oreophryne furu Günther, Richards, Tjaturadi & Iskandar, 2009
- Oreophryne gagneorum Kraus, 2013.[3]
- Oreophryne geislerorum (Boettger, 1892)
- Oreophryne geminus Zweifel, Cogger & Richards, 2005
- Oreophryne graminis Günther & Richards, 2012.[6]
- Oreophryne habbemensis Zweifel, Cogger & Richards, 2005
- Oreophryne hypsiops Zweifel, Menzies & Price, 2003
- Oreophryne idenburgensis Zweifel, 1956
- Oreophryne inornata Zweifel, 1956
- Oreophryne insulana Zweifel, 1956
- Oreophryne jeffersoniana Dunn, 1928
- Oreophryne kampeni Parker, 1934
- Oreophryne kapisa Günther, 2003
- Oreophryne lemur Kraus, 2016
- Oreophryne loriae (Boulenger, 1898)
- Oreophryne matawan Kraus, 2016
- Oreophryne meliades Kraus, 2016
- Oreophryne mertoni (Roux, 1910)
- Oreophryne minuta Richards & Iskandar, 2000
- Oreophryne moluccensis (Peters & Doria, 1878)
- Oreophryne monticola (Boulenger, 1897)
- Oreophryne nicolasi Richards & Günther, 2019
- Oreophryne notata Zweifel, 2003
- Oreophryne oviprotector Günther, Richards, Bickford & Johnston, 2012.[7]
- Oreophryne parkopanorum Kraus, 2013.[3]
- Oreophryne penelopeia Kraus, 2016
- Oreophryne phillosylleptoris Kraus, 2016
- Oreophryne phoebe Kraus, 2017
- Oreophryne picticrus Kraus, 2016
- Oreophryne pseudasplenicola Günther, 2003
- Oreophryne pseudunicolor Günther & Richards, 2016
- Oreophryne riyantoi Putri, Trilaksono, Kurniati, Hitch, Engilis, Widayati, Farajallah & Hamidy, 2023[8]
- Oreophryne roedeli Günther, 2015.[4]
- Oreophryne rookmaakeri Mertens, 1927
- Oreophryne sibilans Günther, 2003
- Oreophryne streiffeleri Günther & Richards, 2012.[6]
- Oreophryne terrestris Zweifel, Cogger & Richards, 2005
- Oreophryne unicolor Günther, 2003
- Oreophryne variabilis (Boulenger, 1896)
- Oreophryne waira Günther, 2003
- Oreophryne wapoga Günther, Richards & Iskandar, 2001
- Oreophryne wolterstorffi (Werner, 1901)
- Oreophryne zimmeri Ahl, 1933